# Pandanus clausus
Pandanus clausus är en enhjärtbladig växtart som beskrevs av Harold St.John. Pandanus clausus ingår i släktet Pandanus och familjen Pandanaceae. Inga underarter finns listade.